# Seram (Rolpa)
Seram – gaun wikas samiti w zachodniej części Nepalu w strefie Rapti w dystrykcie Rolpa. Według nepalskiego spisu powszechnego z 2011 roku liczył on 374 gospodarstwa domowe i 1972 mieszkańców (1051 kobiet i 921 mężczyzn).